# 突破奖
突破奖（英語：Breakthrough Prize）是2012年起颁发的科学奖项，奖励在生命科学，数学和基础物理学领域有杰出贡献的人士。
- 生命科学突破奖
- 基础物理学突破奖
- 数学突破奖

这三个奖项是由谢尔盖·布林、安妮·沃西基、马克·扎克伯格、普莉希拉·陈、尤里·米尔纳、茱莉亚·米尔纳、马云和张瑛夫妇创立的。2017年，马化腾也成为该奖项的捐赠人。每位获奖者会获得三百万美元作为奖金，并且参与电视转播颁奖典礼以庆祝他们的成就并以鼓励其他的科学家。除此之外，获奖者也会被邀请参与演讲与讨论会。

## 奖座
突破奖的奖座是由奥拉维尔·埃利亚松所设计的。它被铸造成环面形，并联想至黑洞、星系、贝壳和脱氧核糖核酸线圈的自然形态。